# Cupido astiocha
Cupido astiocha är en fjärilsart som beskrevs av Prittwitz 1865. Cupido astiocha ingår i släktet Cupido och familjen juvelvingar. Inga underarter finns listade i Catalogue of Life.